# USS Ranger (CVA-61)
USS Ranger (CV-61) – amerykański lotniskowiec typu Forrestal. Pierwszy amerykański lotniskowiec budowany od początku jako jednostka ze skośnym pokładem lotniczym.
Stępkę położono 2 sierpnia 1954 w stoczni Newport News Shipbuilding. Zwodowano go 29 września 1956, matką chrzestną była pani Radford (żona admirała Arthura Radforda). Jednostka weszła do służby w US Navy 10 sierpnia 1957, jej pierwszym dowódcą był komandor Charles T. Booth II.
Okręt brał udział w wojnie wietnamskiej, pierwszej wojnie w Zatoce Perskiej, operacji „Southern Watch” (Irak) i „Restore Hope” (Somalia). Wystąpił też w filmach Top Gun, Star Trek IV, Jeszcze raz Pearl Harbor, Lot Intrudera.
Rangera wycofano ze służby 10 lipca 1993 roku. Przez wiele lat czekał na decyzję władz: albo zostanie okrętem muzealnym, albo zostanie sprzedany na złom. Ostatecznie w grudniu 2014 roku za symbolicznego centa przekazano go przedsiębiorstwu International Shipbreaking. Został przetransportowany z Bremertonu w stanie Waszyngton do stoczni złomowej w Brownsville w stanie Teksas i tam w dniu 1 listopada 2017 ostatecznie rozmontowany